# Маріус Роє
Маріус Роє (фр. Marius Royet, 10 січня 1881, Лімур — 9 січня 1915, Лашалад) — французький футболіст, що грав на позиції нападника за «УС Паризьєн» та національну збірну Франції.

## Клубна кар'єра
У дорослому футболі дебютував 1903 року виступами за команду «УС Паризьєн», кольори якої захищав протягом наступних семи років.

## Виступи за збірну
1904 року дебютував в офіційних матчах у складі національної збірної Франції. Протягом наступних п'яти років провів у її формі 9 матчів, забивши 2 голи.
У складі збірної був учасником футбольного турніру на Олімпійських іграх 1908 року у Лондоні.
Помер 9 січня 1915 року на 34-му році життя у місті Лашалад.